# Ascobolus immersus
Ascobolus immersus är en svampart som beskrevs av Pers. 1794. Ascobolus immersus ingår i släktet Ascobolus och familjen Ascobolaceae.  Arten är reproducerande i Sverige. Inga underarter finns listade i Catalogue of Life.